# サンステージ
株式会社サンステージは、埼玉県上尾市に本社を置く日本の消費者金融・カードローン業者である。
大手通信販売企業であるベルーナ（東京証券取引所一部上場企業）の100％子会社。 

## 概要
貸金業登録番号は埼玉県知事(4)第03865号。加盟団体は日本貸金業協会会員、番号は第005746号。
カードローンサービス「ベルーナノーティス」を提供している。
1987年に通信販売ベルーナの金融サービスとして創業。2002年不動産担保ローンの展開の為に（株）サンステージ・ファイナンスとして独立した。
その後、経営資源及び事業運営の効率化を目的に、ベルーナの金融サービス事業（消費者金融事業）であるベルーナノーティスを事業承継し、現在に至る。
支店をいくつか設けていたが現在の拠点は埼玉県内のみ。それに伴い、関東財務局登録だった貸金業登録を知事登録とした。更新番号が小さいのはその為である。
一般社団法人Fintech協会法人会員。

## ベルーナノーティス
ベルーナノーティスは（株）サンステージが提供するカードローンサービスである。
コンビニATMや提携銀行でのキャッシングが行えるメイプルカードを発行している。
初回借入れと完済後の再度借入れの際、14日間は無利息で融資を受けることが出来る。
本人と配偶者の合算年収の3分の1まで借入れが出来る配偶者貸付を行っている。配偶者貸付は総量規制の例外貸付として認められているので、専業主婦など本人の収入が少なくても借入れが出来る。

## 沿革
- 1987年：ベルーナの一事業部門として金融サービス事業を開始。[4]
- 2002年5月：貸金業の展開のために(株)サンステージ・ファイナンスを設立。[4]
- 2008年12月：本店を新宿から上尾へ移転。[5]
- 2009年3月：新宿支店を閉鎖し、新規に上尾支店を開設。[5]
- 2009年9月：上尾本店と上尾支店を統合し、上尾本店とする。[5]
- 2010年10月：指定紛争解決機関と手続実施基本契約を締結。[5]
- 2012年10月：金融サービス事業（消費者金融事業）を(株)サンステージに統合。[4]
- 2015年2月：貸金業登録を県知事登録へ変更　埼玉県知事(1)第03865号[5]

## 親会社
- 株式会社ベルーナ

## 主要グループ会社
- 株式会社オージオ
- 株式会社リフレ
- 株式会社ナースステージ
  - ナースリー
  - アンファミエ
- さが美グループホールディングス株式会社
  - 株式会社さが美
  - 株式会社東京ますいわ屋
- 裏磐梯レイクリゾート